# Perditorulus mucronatus
Perditorulus mucronatus är en stekelart som beskrevs av Christer Hansson 1996. Perditorulus mucronatus ingår i släktet Perditorulus och familjen finglanssteklar. Inga underarter finns listade i Catalogue of Life.